# Over the Edge 1999
Over the Edge 1999 è stata la seconda ed ultima edizione dell'omonimo pay-per-view prodotto dalla World Wrestling Federation, svoltosi il 23 maggio 1999 alla Kemper Arena di Kansas City (Missouri).
Il pay-per-view è ricordato per la morte del wrestler canadese Owen Hart, che in quel momento interpretava la gimmick di The Blue Blazer. Hart avrebbe dovuto affrontare The Godfather per il WWF Intercontinental Championship durante l'evento. L'idea per l'ingresso di Hart era quella di farlo calare dal soffitto appeso ad una corda; a pochi centimetri dal ring, il canadese avrebbe fatto finta di impicciarsi con il meccanismo e sarebbe caduto faccia a terra in maniera goffa. Tuttavia, a causa di un malfunzionamento dell'imbragatura, Hart precipitò da 24 metri di altezza schiantandosi sul ring. Venne immediatamente trasportato in ospedale con un'ambulanza, ma fu dichiarato morto prima di raggiungere la struttura. Durante il pay-per-view Jim Ross annunciò la morte di Owen Hart con queste parole:
(Jim Ross)
A causa della morte di Owen Hart, questa edizione di Over the Edge non è mai stata ritrasmessa né distribuita in VHS o DVD, ma è ora disponibile sul WWE Network.

## Storyline
A Backlash: In Your House del 25 aprile, The Undertaker rapì Stephanie McMahon, la figlia del chairman Vince McMahon. Nelle puntate di Raw is War successive all'evento, Steve Austin interruppe il matrimonio nero tra Undertaker e Stephanie McMahon salvando quest'ultima. Ciò portò a una faida tra The Undertaker e Steve Austin per il WWF Championship di Austin. Nella puntata di Raw is War del 3 maggio, The Undertaker gettò Austin sotto lo stage e due settimane più tardi Undertaker crocifisse Austin.
Un'altra faida creatasi fu quella tra The Rock e Triple H. Triple H interferì in un incontro di The Rock per poi lanciarlo sotto lo stage. In seguito a questo fu sancito un match tra i due per Over the Edge.

## Risultati
| #    | Risultati | Stipulazioni                                                                                 | Durata |
| ---- | --- | -------------------------------------------------------------------------------------------- | ------ |
| Heat | Meat ha sconfitto Brian Christopher                                                                                                   | Single match                                                                                 | N/A    |
| Heat | The Hardy Boyz (Jeff Hardy e Matt Hardy) hanno sconfitto Goldust e The Blue Meanie                                                    | Tag Team match                                                                               | N/A    |
| Heat | Mr. McMahon vs. Mideon termina in un no contest                                                                                       | Single match                                                                                 | N/A    |
| 1    | Kane e X-Pac (c) hanno sconfitto D'Lo Brown e Mark Henry (con Ivory)                                                                  | Tag Team match per i WWF Tag Team Championship                                               | 14:44  |
| 2    | Al Snow (c) ha sconfitto Hardcore Holly                                                                                               | Single match per il WWF Hardcore Championship                                                | 12:53  |
| 3    | Val Venis e Nicole Bass hanno sconfitto Jeff Jarrett e Debra                                                                          | Mixed Tag Team match                                                                         | 06:07  |
| 4    | Mr. Ass ha sconfitto Road Dogg | Single match                                                                                 | 11:14  |
| 5    | The Union (Mankind, Big Show, Test e Ken Shamrock) hanno sconfitto The Corporate Ministry (Viscera, Big Boss Man, Bradshaw e Faarooq) | 8-Men Elimination Tag Team match                                                             | 14:58  |
| 6    | The Rock ha sconfitto Triple H (con Chyna) per squalifica                                                                             | Single match                                                                                 | 11:41  |
| 7    | The Undertaker (con Paul Bearer) ha sconfitto Steve Austin (c)                                                                        | Single match per il WWF Championship con Vince McMahon e Shane McMahon come arbitri speciali | 22:58  |

## Conseguenze

### Morte di Owen Hart

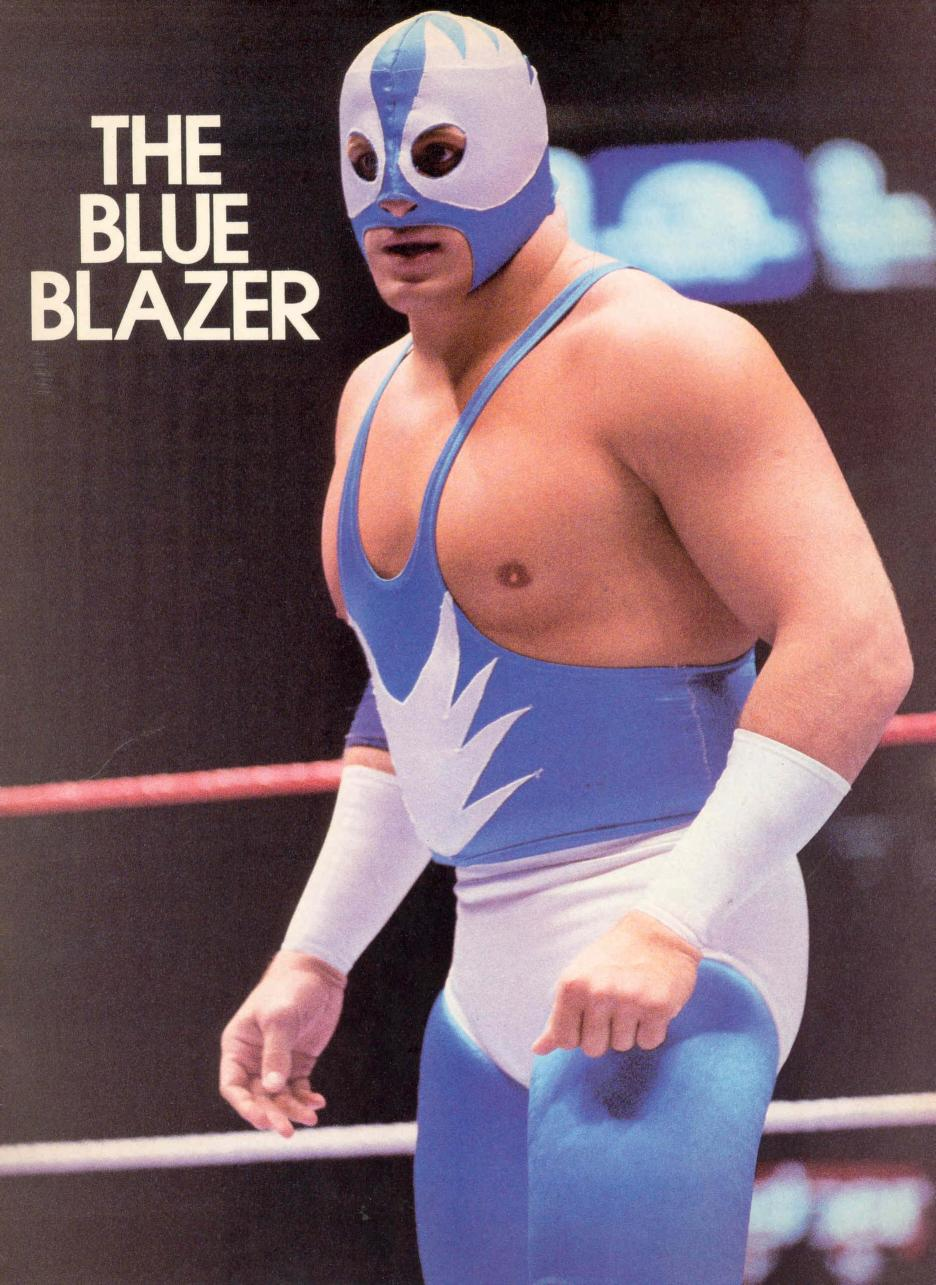
Owen Hart nei panni di The Blue Blazer nel 1989

Quando Owen Hart era in procinto di sfidare The Godfather per il WWF Intercontinental Championship, era nella gimmick di Blue Blazer. Il personaggio mascherato, originariamente utilizzato da Hart alla fine degli anni ottanta, era stato recentemente ravvivato come una sorta di supereroe che parodiava altri wrestler. A Over the Edge, Hart avrebbe dovuto emulare l'entrata dall'alto del wrestler della WCW Sting, discendendo dalle travi del soffitto dell'arena con un'imbracatura sospesa, fermandosi a pochi metri da terra, punto in cui il meccanismo di sospensione avrebbe "funzionato male" e lo avrebbe lasciato cadere senza tante cerimonie sul ring. L'entrata era stata provata con successo il 15 novembre 1998 a Sunday Night Heat utilizzando una diversa configurazione del cablaggio; tuttavia, durante la discesa a Over the Edge, un cavo si staccò dal giubbotto di sicurezza che indossava, ed egli cadde da un'altezza di 24 metri schiantandosi sul ring. Mentre cadeva, atterrò con il petto in avanti sulla corda più alta.
L'incidente non venne visto dai telespettatori, nonostante l'evento fosse trasmesso in diretta. Un promo preregistrato e un'intervista furono mostrati all'inizio della discesa di Hart, e quando la trasmissione tornò dal vivo, Le telecamere si allontanarono rapidamente dal ring per concentrarsi sul pubblico. Poco dopo, Jim Ross, uno dei commentatori dell'evento, informò gli spettatori in pay-per-view che Hart era caduto dalle travi del soffitto, che l'incidente "non faceva parte dell'intrattenimento" e che si trattava di "una situazione reale". L'altro commentatore Jerry Lawler corse immediatamente sul ring per controllare Hart e rimase visibilmente scosso quando tornò al tavolo dei commentatori, dicendo in onda: «Non sembra affatto una bella cosa». Nello stesso momento, il commentatore in lingua spagnola Carlos Cabrera stava presentando Blue Blazer, ma iniziò a gridare "Oh, no!" ripetutamente dopo la caduta di Hart, e poi rimase in silenzio. Mentre la telecamera si concentrava su Jim Ross, il partner di Cabrera, Hugo Savinovich, pregava: «Prego solo Padre Dio che qui non accada nulla di tragico». Arrivarono i paramedici e praticarono un massaggio cardiaco sul ring a Hart, ma egli non mostrò alcuna risposta al trattamento. Trasportato via in barella, Hart venne portato d'urgenza in ambulanza al Truman Medical Center di Kansas City.
Alle 20:12 Hart fu dichiarato ufficialmente morto all'età di 34 anni. La causa del decesso fu in seguito rivelata essere un'emorragia interna. Successivamente, si scoprì che si era trattata di un'emorragia interna dovuta a un trauma toracico da corpo contundente. L'impatto di Hart, atterrando con il petto sulla corda più alta, gli aveva reciso l'aorta, provocandogli un'emorragia interna pochi minuti dopo.
Dopo l'incidente, l'evento venne interrotto per 15 minuti, fino a quando Vince McMahon insieme ad altri dirigenti WWF decisero che lo spettacolo doveva proseguire ugualmente. I colleghi di Hart, i lottatori professionisti e altri lavoratori vari, sebbene a malincuore furono costretti ad esibirsi. Un'ora dopo la ripresa dell'evento, Ross informò gli spettatori che Hart era morto. Agli spettatori presenti nell'arena non fu comunicata alcuna informazione su quanto accaduto ad Hart e non sentirono l'annuncio della sua morte.